# Sân bay Leh Kushok Bakula Rimpochee
Sân bay Leh Kushok Bakula Rimpochee (IATA: IXL, ICAO: VILH) là một sân bay ở Leh, Jammu và Kashmir, Ấn Độ. Đây là một trong những sân bay có cao độ cao nhất thế giới, với độ cao 3256 m trên mực nước biển. Do vấn đề khủng bố ở Jammu và Kashmir, công tác an ninh ở sân bay này được thắt chặt, hành khách không được xách túi khi lên máy bay. Do gió núi nên việc cất và hạ cánh được thực hiện vào buổi sáng, khoảng 7 giờ sáng.

## Các hãng hàng không và các tuyến điểm
- Indian Airlines (Chandigarh, Delhi, Jammu, Srinagar)
- Jet Airways (Delhi)
- Deccan (Delhi)